# Кін Павло Андрійович
Павло Андрійович Кін (27 вересня 1882, село Мізірічі Чернігівської губернії, тепер Клинцівський район Брянської області, Російська Федерація — 1943) — радянський партійний і політичний діяч. Народний комісар внутрішніх справ Української СРР, голова Одеського губревкому, голова Одеського, Миколаївського і Волинського губвиконкомів. Член ЦК КП(б)У в листопаді 1920 — квітні 1923 року. Член Центральної Контрольної Комісії КП(б)У в квітні 1923 — травні 1924 року.

## Життєпис
Народився в 1882 році в Мізірічах Чернігівської губернії в родині німецького колоніста—ткача. Мати була росіянкою.
У 12-річному віці влаштувався учнем на кондитерську фабрику Жоржа Бормана в Харкові, де пропрацював три роки. Потім — робітник Луганського паровозобудівного заводу. З 1902 року працював у місті Баку, потім був ливарником чавуноливарного і механічного заводу Ятеса в Єкатеринбурзі.
Член РСДРП(б) з 1903 року.
З 1905 року — активний учасник більшовицьких бойових загонів в Єкатеринбурзі (на Уралі), заступник голови Єкатеринбурзької ради робітничих депутатів. За спогадами колег «був вольовим виконавцем, хорошим організатором». Його описували «з вічно димлячою трубкою в губах; незмінно зберігав крижану холоднокровність при всіх обставинах та небезпеках».
Після Лютневої революції 1917 року — в Харкові, працював робітником на завод Шиманського (майбутній «Червоний Жовтень»). До приїзду Миколи Руднєва займався створенням загонів Червоної гвардії.
З вересня по листопад 1917 року — голова Харківської ради робітничих депутатів.
З листопада 1917 — заступник голови Харківської ради робітничих депутатів.
З березня по квітень 1918 року — комендант міста Харкова, творець місцевої міліції. Після евакуації уряду ДКР — комендант міста Луганська.
До червня 1918 року — військовий комісар міста Казані (переїхав туди разом з наркомом ДКР Межлауком). З червня по серпень 1918 року — голова Казанської губернської надзвичайної комісії (ЧК). З липня по жовтень 1918 року — заступник голови Казанської губернської ЧК.
У жовтні 1918 — січні 1919 року — військовий комісар міста Симбірська.
З лютого 1919 року — комендант міста Харкова. У лютому — квітні 1919 року — голова Харківської міської ради.
У травні — червні 1919 року — голова виконавчого комітету Харківської губернської ради. У 1919 році — голова Ради оборони Харківського району.
З червня по жовтень 1919 року — комендант Тамбовського укріпленого району. До грудня 1919 року — в розпорядженні РВР Південного фронту РСЧА.
11 лютого — 9 квітня 1920 року — голова Одеського губернського революційного комітету.
У квітні — червні 1920 року — голова виконавчого комітету Одеської губернської ради.
З 1920 року — голова Житомирського міського революційного комітету.
З 13 квітня по липень 1921 року — народний комісар внутрішніх справ Української СРР.
У 1921 — жовтні 1922 року — голова виконавчого комітету Миколаївської губернської ради.
У 1923—1924 роках — голова виконавчого комітету Волинської губернської ради.
У 1924 році — голова виконавчого комітету Нижньо-Тагільської окружної ради.
З 1924 року — на радянській, партійній та господарській роботі в Північно-Кавказькому краю. Працював головою Грозненської міської ради Чеченської АО.
З 1931 року — державний арбітр Північно-Кавказького краю.
Потім — голова виконавчого комітету Туапсинської районної ради Краснодарського краю.